# Pachypus
Pachypus Dejean, 1821 è un genere di coleotteri appartenenti alla famiglia degli Scarabeidi (sottofamiglia Melolonthinae). È l'unico genere della tribù Pachypodini Erichson, 1840.

## Descrizione

### Adulto
Si tratta di coleotteri di dimensioni medie, comprese tra i 10 e i 20 mm. Presentano un corpo robusto e leggermente piatto, spesso circondato lateralmente da una pubescenza più o meno folta. I maschi si distinguono nettamente dalle femmine dal momento che queste sono attere e del tutto senza elitre (unico caso in tutta la superfamiglia scarabaeoidea). Il colore dei maschi varia a seconda della specie presa in esame.

## Biologia
La biologia delle specie appartenenti a questo genere è poco nota agli studiosi. Il periodo di apparizione varia a seconda della specie esaminata, al pari delle abitudini e degli ambienti preferiti.

## Distribuzione e hanitat
Il genere è diffuso sulle coste Tirreniche e Nord-Africane.

## Tassonomia
Il genere comprende 5 specie, di cui 4 presenti in Italia:
- Pachypus caesus Erichson, 1840 - endemica della Sicilia
- Pachypus candidae (Petagna, 1787) - diffusa in Italia centromeridionale, Sardegna e Corsica
- Pachypus demoflysi Normand, 1936 - endemica della Tunisia
- Pachypus melonii Sparacio, 2008 - endemica della Sardegna
- Pachypus sardinienis Guerlach, Bazzato & Cillo, 2013 - endemica della Sardegna